# Lapinsalo (ö i Södra Karelen)
Lapinsalo är en ö i Finland. Den ligger i sjön Saimen och i kommunen Savitaipale i den ekonomiska regionen  Villmanstrands ekonomiska region  och landskapet Södra Karelen, i den södra delen av landet, 190 km nordost om huvudstaden Helsingfors. Öns area är 1,73 kvadratkilometer och dess största längd är 2,8 kilometer i sydöst-nordvästlig riktning.